# Haï ben Nahshon
Ne doit pas être confondu avec Haï ben David ou Haï ben Sherira.
Haï ben Nahshon Gaon est un rabbin babylonien du IXe siècle.
Fils et petit-fils de gueonim, il dirige lui-même l’académie de Soura de 889 à 896, ainsi que l’école de Nehardea. Il est selon un manuscrit de la Bibliothèque du Vatican l’auteur de nombreux traités talmudiques.